# 網紋鯙
網紋鯙，又稱網紋海鱔，為輻鰭魚綱鰻鱺目鯙亞目鯙科的其中一種，分布於西大西洋區，從新英格蘭至墨西哥灣海域，棲息深度2-60公尺，體長可達60公分，為底棲性魚類，生活在大陸棚，屬肉食性，生活習性不明。

## 擴展閱讀
維基物種上的相關：網紋鯙